# Eoacanthocephala
Eoacanthocephala je razred v deblu Acanthocephala.

## Redi
| Red                | Število manjših skupin (vrsta, podvrsta ...) |
| ------------------ | -------------------------------------------- |
| Gyracanthocephala  | 128                                          |
| Neoechinorhynchida | 200                                          |